# Филиппов, Александр Никитич
Александр Никитич Филиппов (1852 или 1853 — 1927) — русский юрист, заслуженный профессор Московского университета, профессор и ректор Юрьевского университета.

## Биография
Происходил из купеческого сословия. По дате и месту рождения источники дают различные сведения: 15 (27) августа 1853 года в Козьмодемьянске Казанской губернии, 9 августа или 19 августа 1852 года в Алатырском уезде Симбирской губернии.
Окончил 3-ю московскую гимназию (1875) и юридический факультет Московского университета (1879) со степенью кандидата. В 1877 году за сочинение на заданную тему получил серебряную медаль.
В 1880 году был оставлен на два года при университете для приготовления к профессорскому званию по кафедре истории русского права. В 1883 году после сдачи магистерского экзамена был командирован за границу «с учёной целью». Изучал историю права и государственное право в гейдельбергском, берлинском и пражском университетах.
С 1885 по 1892 год состоял приват-доцентом Московского университета по кафедре истории русского права. В мае 1891 года защитил диссертацию на степень магистра государственного права «О наказании по законодательству Петра Великого в связи с реформой».
В январе 1892 года был назначен и. д. ординарного профессора государственного права в Дерптском (затем Юрьевском) университете, ректором которого состоял в 1901—1903 годах. Читал лекции по истории русского права. Докторскую диссертацию «История Сената в правление Верховного тайного совета и кабинета» (часть I) защитил в 1895 году и в мае был утверждён ординарным профессором Юрьевского университета.
С августа 1903 года — ординарный профессор Московского университета по кафедре истории русского права, на которой читал лекции по истории русского права до 1916 года; заслуженный профессор Московского университета с 1910 года. Член-корреспондент Петербургской Академии наук c 29 ноября 1914 года по историко-филологическому отделению (по разряду историко-политических наук).
В конце ноября 1916 года он был назначен директором лицея цесаревича Николая.
Стал лауреатом Уваровской премии в 1912 году.
Имел дачу в Келломяки.
Умер в Москве 27 января 1927 года.